# Eurocup-3
La Eurocup-3 es una competición de automovilismo de velocidad de monoplazas de carácter europeo fundada por varias de las escuderías integrantes del Campeonato de España de F4.

## Historia
Tras el éxito del Campeonato de España de F4 en 2021 y 2022,  en la que la parrilla ha crecido muy notablemente. Se espera que el campeonato sea la continuidad para los pilotos una vez hayan pasado por la Fórmula 4, y también ser un paso intermedio en su camino hacia la Fórmula 1 o el automovilismo profesional.
El campeonato se creará como una alternativa al Campeonato de Fórmula Regional Europea reglamentado por la FIA y a la Eurofórmula Open, después de que esta última serie tuviera problemas para atraer entradas a finales de 2022.

## Monoplazas
El monoplaza usará nuevo chasis diseñado por Tatuus, una versión más ligera del chasis T-318 utilizado en el Campeonato de Fórmula Regional Europea. El automóvil utilizará el mismo motor Alfa Romeo-Autotechnica que su homólogo autorizado por la FIA, aunque ajustado a 300 CV, y neumáticos Hankook. También se planea utilizar un sistema push-to-pass.

## Campeones
| Año  | Piloto campeón | Equipo campeón | Novato campeón | Ref.  |
| ---- | -------------- | -------------- | -------------- | ----- |
| 2023 | Esteban Masson | Campos Racing  | Bruno del Pino | [ 4 ] |
| 2024 | Christian Ho   | MP Motorsport  | Christian Ho   | [ 5 ] |

## Circuitos
- Negrita denota un circuito de Fórmula 1 que actualmente están en el calendario.

| Número | Países, Circuitos                 | Temporadas |
| ------ | --------------------------------- | ---------- |
| 1      | MotorLand Aragón                  | 2023-      |
| 2      | Circuito Ricardo Tormo            | 2023-      |
| 3      | Circuito de Jerez                 | 2023-      |
| 4      | Circuito de Barcelona-Cataluña    | 2023-      |
| 5      | Circuito de Spa-Francorchamps     | 2023-      |
| 6      | Autodromo Nazionale di Monza      | 2023-      |
| 7      | Circuito de Zandvoort             | 2023-      |
| 8      | Autódromo Fernanda Pires da Silva | 2023-      |